# Autoliv
 (décembre 2018).
Si vous disposez d'ouvrages ou d'articles de référence ou si vous connaissez des sites web de qualité traitant du thème abordé ici, merci de compléter l'article en donnant les références utiles à sa vérifiabilité et en les liant à la section « Notes et références ».

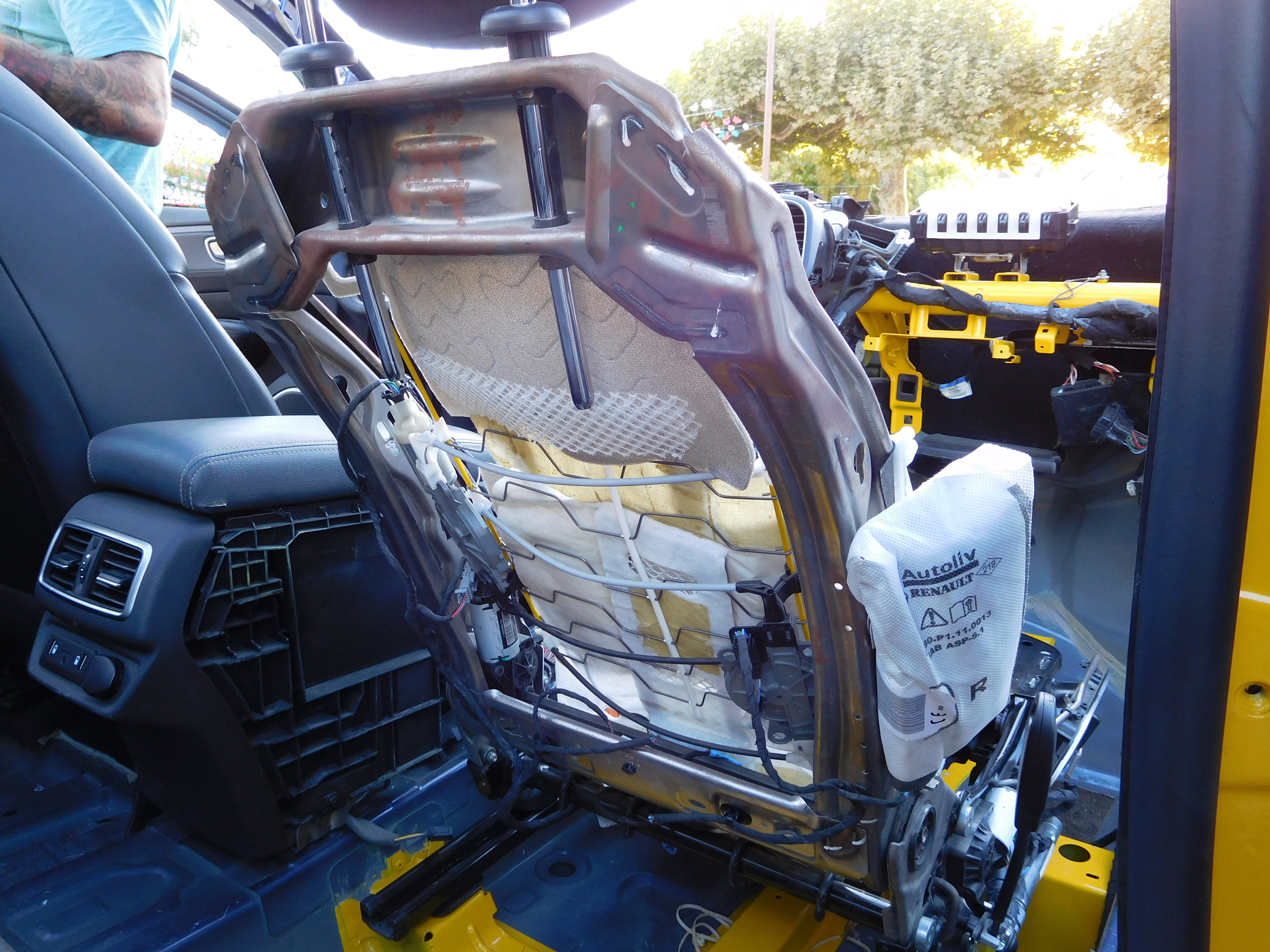
Airbag Autoliv d'une automobile Renault.

Autoliv est une société suédoise, qui a son siège à Stockholm (Suède), fabricant des équipements de sécurité passive et de sécurité active pour l'automobile. Autoliv est le premier fabricant mondial d'airbags et de ceintures de sécurité.

## Histoire
En 1956, Autoliv met au point la ceinture de sécurité.
Autoliv AB a été acquis en 1974 par Gränges Weda AB, qui fabriqué des rétracteurs de ceinture de sécurité depuis les années 1960.
En 1980, à la suite de l’achat du groupe Gränges AB par Electrolux, Autoliv devient une filiale de Electrolux, c’est alors que la production d’airbags commence.
En 1994, Electrolux en recherche de liquidités (pour racheter AEG), met en bourse Autoliv AB  via une spin-off.
En 1997, Autoliv Inc est formé par la fusion de Autoliv AB et Morton ASP (premier fabricant d’airbag en Amérique du Nord et en Asie).
En 1998, Autoliv acquiert une participation de 50 % dans l'usine de Motala ne lui appartenant pas encore à Nokia. Autoliv acquiert également les 50 % de l'usine de Saint-Étienne-du-Rouvray ne lui appartenant pas encore à Sagem.
En 1999, Autoliv augmente ses parts dans Livbag à 66 % et met une autre option pour acquérir les parts restant en deux étapes 2001 et 2003. Autoliv augmente sa participation dans l'entreprise estonienne Norma, le fournisseur principal de ceintures de sécurité de l'industrie automobile russe. Cette participation est augmentée au début de l'année 2000 à 51 %.
En juillet 2018, Autoliv scinde ses activités dans l'électronique d'aide à la conduite dans une nouvelle entité dénommée Veoneer.
En juin 2023, Autoliv annonce la suppression de 8 000 emplois, ce qui représente 11 % de ses effectifs.

## Activité
Les sites en France sont : Paris, Pont-de-Buis, Cergy-Pontoise, Survilliers (ancienne Cartoucherie française de Survilliers), Gournay-en-Bray, Saint-Étienne-du-Rouvray, Valentigney et Chiré-en-Montreuil.

## Actionnaires
Liste des principaux actionnaires au 30 octobre 2019.
| Alecta Pension Insurance Mutual | 9,41 % |
| Cevian Capital                  | 6,56 % |
| Blavin & Co                     | 4,15 % |
| Iridian Asset Management        | 3,98 % |
| AMF Pensionsförsäkring          | 3,90 % |
| The Vanguard Group              | 2,72 % |
| AMF Fonder                      | 2,49 % |
| Capital Growth Management       | 2,44 % |
| Fidelity Management & Research  | 2,24 % |
| Wellington Management           | 2,20 % |